# Almvik (Västerviks kommun)
 For alternative betydninger, se Almvik. (Se også artikler, som begynder med Almvik)
Almvik er en småort i Törnsfalls socken i Västerviks kommun i Kalmar län i Sverige, beliggende ved Europavej E22 mellem hovedbyen Västervik og Gamleby.

## Historie
Almvik er en gammel lastningsplads (havn ved Gamlebyviken) i Törnsfalls socken, Södra Tjusts härad. Tidligere er byen blevet kaldt köping, dog uden at have formel rettighed til dette.
I starten af 1600-tallet begyndte der at fremstilles tegl i byen og i midten af samme århundrede anlagde Västerviks borgmester et teglværk i byen, som blandt andet leverede teglsten til reparationsarbejdet på Stegeholms slot.

### Jordskreddet
Ved 17-tiden den 20. september 1886 fandt et omfattende jordskred sted i byen, hvor 8.400 m² jordmasse faldt ned i Gamlebyviken. To personer som befandt sig i et kornlager omkom, men personskaderne begrænsedes i øvrigt af at de fleste af byens arbejdere var gået hjem og dermed uden for farezonen. De materielle skader blev dog større; 50.000 teglsten blev revet med i skreddet og et kornlager gik over på midten. Derudover blev yderligere bygninger samt en kaj ødelagt.
Årsagen til ulykken var stedets særprægede tektoniske forhold hvor en forskubbelse havde fundet sted i en forkastningssprække mellem kvartsit- og skifferdeopterne. Samtidig var store grundvandshulrum forsvundet, hvilket gjorde at vigens dybde var steget på bekostning af landmassen.

### Nyere historie
Teglværket blev nedlagt i 1971. I 1998 åbnede et teglværksmuseum i lokalerne.
Almvik var frem til 2010 klassificeret som et byområde, men mistede statussen på grund af et faldende indbyggertal.

## Bebyggelsen
Byen rummer en børnehave med omkring 25 børn. I byen findes også en café i tilknytning til teglværksmuseet.
Almvik var tidligere et stoppested på Tjustbanan.

### Trykte kilder
- Nordisk familjebok: konversationslexikon och realencyklopedi (svensk). Stockholm: Nordisk familjeboks förl. 1904-1926.
- Åkerman, Petter (1988). Sällsamheter i Småland. D. 2, Nordöstra delen (svensk). Stockholm: Rabén & Sjögren. ISBN 91-29-58515-5.